# 재래무기
재래무기(在來武器, conventional weapon)란 대량살상무기가 아닌 무기를 가리키는 포괄적 용어이다.
전시 재래무기의 합법적 사용은 제네바 조약에서 규정되었다. 한편 특정 재래식 무기의 사용금지 및 제한에 관한 협약과 오타와 협약, 무기거래 협약 등에서는 특정 재래무기(예컨대 대인지뢰 등)의 사용도 대량살상무기와 마찬가지로 금지한다.